# Carena del Morral
La Carena del Morral és una serra situada als municipis d'Avinyó i Sallent, a la comarca del Bages, amb una elevació màxima de 565 metres.